# Henry Wade
Sir Henry Lancelot Aubrey-Fletcher, 6. Baronet (* 10. September 1887 in Surrey; † 30. Mai 1969 in Buckinghamshire) war ein britischer Adliger und Politiker sowie Schriftsteller unter dem Pseudonym Henry Wade.

## Wirken
Er wurde 1887 als Sohn des britischen Adligen Sir Lancelot Fletcher, 5. Baronet, aus dessen zweiter Ehe mit Emily Harriet Wade, mit dem Namen Henry Lancelot Fletcher geboren. Am 23. Juni 1910 ergänzte sein Vater den Familiennamen mit Royal Licence zu Aubrey-Fletcher. Er wurde am Eton College erzogen und studierte am New College der University of Oxford. 1911 heiratete er Mary Augusta Chilton, mit der er fünf Kinder hatte. Er kämpfte im Ersten Weltkrieg, wurde verwundet und 1917 mit dem Distinguished Service Order sowie dem Croix de Guerre ausgezeichnet. 1920 verließ er die Armee als Major. Danach lebte er in Buckinghamshire. Er übernahm diverse Zeremonialämter wie 1925 das des High Sheriff und 1934 das des Deputy Lieutenant of Buckinghamshire. Später gehörte er auch dem Buckinghamshire County Council an. Die in diesen Positionen gesammelten kriminologischen und juristischen Erfahrungen kamen ihm zugute, als er 1926 begann, unter dem Namen Henry Wade (Mädchenname seiner Mutter) Kriminalromane zu schreiben.
The Verdict of You All, sein Erstling, blieb weitgehend unbeachtet. Das änderte sich erst mit The Duke of York’s Steps (1929, dt. Tod auf der Treppe). Wade schrieb realistisch, und seine Personen sind glaubhaft. Insgesamt verfasste er über 20 Krimis. In sieben Romanen und einer Kurzgeschichtensammlung ist die Zentralfigur Inspector John Poole von Scotland Yard. Wade wird oft mit Freeman Wills Crofts und Richard Austin Freeman verglichen. Alle drei gehörten der Realist School of Detective Fiction an, einer Richtung der Kriminalliteratur, in der die Ermittler so vorgehen, wie sie es in der Wirklichkeit auch tun würden.
1930 war Wade zusammen mit bekannten Autoren des Genres Gründungsmitglied des Detection Clubs in London. 1937 erbte er beim Tod seines Vaters dessen Adelstitel als 6. Baronet, of Clea Hall in the County of Cumberland. 1940 kehrte er wegen des Zweiten Weltkrieges mit den Grenadier Guards an die Front zurück. 1947 nahm er seine Schriftstellerkarriere wieder auf. Die in dieser zweiten Schaffensphase entstandenen Krimis werden von der Kritik höher geschätzt als die früheren Werke. Vor allem A Dying Fall (1955) gilt als Meisterstück des Whodunit-Genres. Von 1954 bis 1961 war er Lord Lieutenant of Buckinghamshire. 1957 wurde er als Commander in den Royal Victorian Order (CVO) aufgenommen. Er wurde auch als Knight of Justice in den Order of St. John (KStJ) aufgenommen und war zeitweise Friedensrichter (JP). 1963 starb Wades erste Frau. 1965 heiratete er Nancy Cecil Reynolds. Als er 1969 starb, erbte sein ältester Sohn aus erster Ehe, John Henry Lancelot Aubrey-Fletcher (1912–1992), seinen Adelstitel als 7. Baronet.

## Werke

### Inspector-Poole-Reihe
- The Duke of York’s Steps, 1929, dt. Tod auf der Treppe, 1977
- No Friendly Drop, 1931
- Constable Guard Thyself, 1934, dt. Vorsicht vor echten Gaunern, 1982
- Bury Him Darkly, 1936
- The High Sheriff, 1937 (In diesem Roman wird Inspector Poole nur kurz erwähnt.)
- Lonely Magdalen, 1940, dt. Einsame Magdalena, 1978
- Too Soon to Die, 1953
- Gold Was Our Grave, 1954

### Übrige Krimis
- The Verdict of You All, 1926
- The Missing Partners, 1928
- The Dying Alderman, 1930
- The Hanging Captain, 1932
- Mist on the Saltings, 1933
- Policeman’s Lot (Stories, teilweise mit Inspector Poole), 1933
- Heir Presumptive, 1935, dt. Einer erbt immer, 1983
- Here Comes the Copper (Stories), 1938
- Released for Death, 1938
- New Graves at Great Norne, 1947, dt. Fünf Tote und kein Täter, 1980
- Diplomat’s Folly, 1951
- Be Kind to a Killer, 1952
- A Dying Fall, 1955
- The Litmore Snatch, 1957